# 永修柳叶箬
永修柳叶箬（学名：Isachne hirsuta var. yongxiouensis）为禾本科柳叶箬属下的一个变种。

## 扩展阅读
- 維基物種上的相關：永修柳叶箬